# 智能恒温器

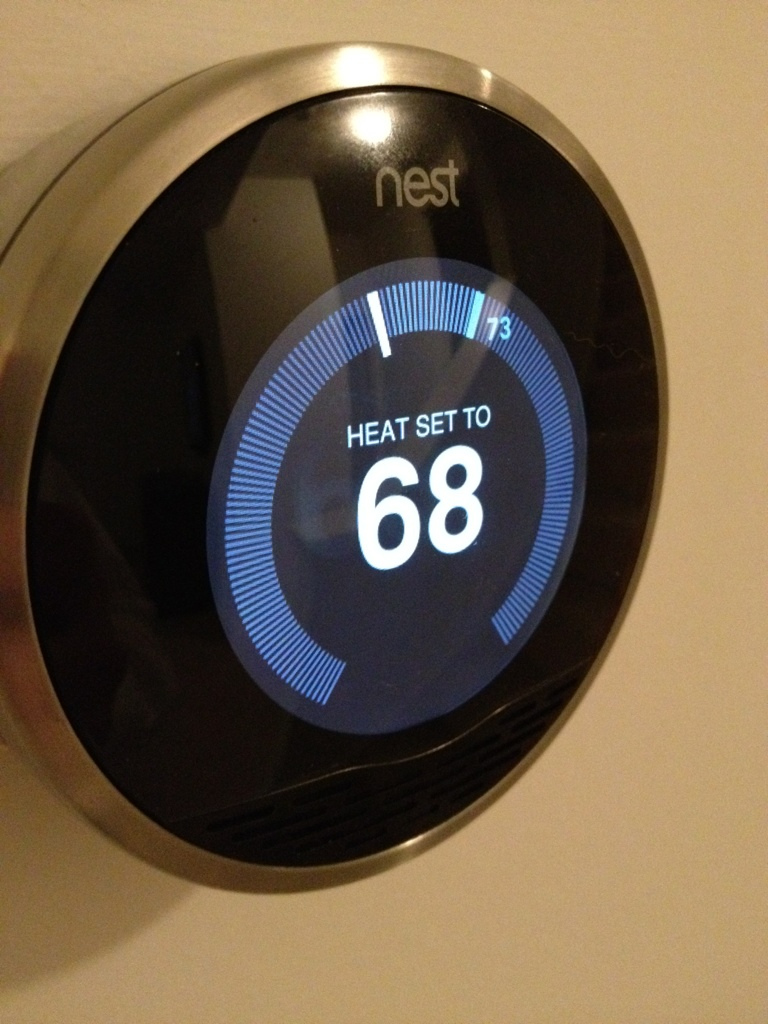
Google Nest的智能恒温器

智能温控器是一種可以与智慧家庭一起使用的自動調溫器，它负责控制家庭的暖通空調。智能恒温器帶有传感器和WiFi连接功能 。由於智能恒温器能連接上互联网，用户可以从其他连接上互联网的设备，如笔记本电脑或智能手机调整智能恆溫器的设置，这使得用户可以远程控制智能恒温器 。智能恒温器还可以记录温度，並將此類信息通過互联网傳送到用戶的聯網設備。